# رود كولمان
رود كولمان (بالإنجليزية: Roderick Coleman)‏ هو لاعب كرة قدم أمريكية أمريكي، ولد في 16 أغسطس 1976 في فيلادلفيا في الولايات المتحدة.

## وصلات خارجية
- رود كولمان على موقع مرجع كرة القدم المحترفة.كوم (الإنجليزية)